# Application phare
 (juillet 2010).
Si vous disposez d'ouvrages ou d'articles de référence ou si vous connaissez des sites web de qualité traitant du thème abordé ici, merci de compléter l'article en donnant les références utiles à sa vérifiabilité et en les liant à la section « Notes et références ».
Une application phare ou application vedette (en anglais, killer application ou killer app) est un programme informatique si attrayant qu'il justifie à lui seul, pour de nombreux consommateurs, l'achat ou l'adoption d'un type particulier d'ordinateur, de console de jeu, de système d'exploitation ou de téléphone mobile.
Le tout premier exemple de ce type est le tableur Visicalc pour Apple II. Il y a une part de subjectif dans ce qui est considéré comme une application phare et tout achat d'un produit électronique s'effectue alors dans le but d'utiliser ce programme et non d'utiliser seulement la machine.
Les applications phares se démarquent par leur caractère innovant, et leur possibilité de développer de nouvelles fonctions ayant un fort potentiel d'utilisation.

## Application phare
Une application phare est par exemple un jeu vidéo, qui par sa popularité et/ou sa qualité, cause chez de nombreux joueurs le besoin d'acheter une console de jeu vidéo précise ou un nouvel ordinateur plus puissant simplement pour y jouer. Jeu phare est un terme marketing, utilisé pour décrire le succès commercial d'un jeu en cause de ventes de systèmes, et non un terme familier pour décrire la popularité. Un jeu phare est un type d'application phare. Comme d'autres types d'application phare, il est parfois difficile de déterminer si c'est la popularité d'un jeu particulier qui est la cause de l'augmentation des ventes d'un système (console ou ordinateur), l'augmentation pouvant être attribuée à d'autres facteurs.

### Importance
Pour un fabricant de consoles de jeu vidéo, avoir un tel jeu disponible pour sa plate-forme est critique pour le succès commercial de cette plate-forme. L'échec de consoles de salon telles que la 3DO, et de consoles portables comme l'Atari Lynx peut être attribué au fait qu'aucun jeu phare n'ait émergé sur ces systèmes.
Réciproquement, le succès rapide de la Game Boy de Nintendo est presque universellement considéré comme étant dû au jeu phare Tetris. Un jeu phare peut également avoir un grand impact sur la concurrence entre plusieurs consoles. Si un jeu phare est disponible pour une console mais pas l'autre, les consommateurs peuvent être peu susceptibles d'acheter la deuxième console en prévision du jeu phare sur la première, même s'il y a d'autres raisons d'acheter la deuxième console.

## Quelques exemples

### Jeux vidéo
On peut citer le cas de Super Mario Bros. qui, justifiant à lui seul l'achat de la NES, devenait le premier véritable jeu phare de la console. De la même façon, Doom aida considérablement à augmenter les ventes de compatibles PC à base d'Intel 80486, puisqu'il fallait un processeur assez puissant pour bénéficier d'une bonne fluidité visuelle.
En 1993, la sortie des jeux de réflexion-aventure The 7th Guest puis Myst augmentèrent les ventes de lecteurs de CD ROM, ceux-ci étant parmi les premiers jeux à réellement tirer parti de la capacité de stockage de ce support. En France, The 7th Guest est vendu en lot avec bon nombre des premiers lecteurs de CD-ROM double vitesse eux-mêmes livrés avec la carte son Sound Blaster Pro 2, munie d'un bus CD-ROM propre aux lecteurs Panasonic.
Les ventes de PlayStation augmentèrent également grandement à la sortie du célèbre Final Fantasy VII et presque tous les jeux suivants dans la série devinrent des jeux phares à leur tour.
Le 14 mars 2002, le jeu phare Halo accompagna la sortie de la Xbox. Ce jeu avait précédemment été développé par Bungie en vue d'une sortie PC mais l'éditeur Microsoft a préféré reporter le lancement du jeu sur PC, pour en garder l'exclusivité pour la Xbox. Ainsi, de nombreux joueurs avaient pré-commandé la console rien que pour ce FPS et Halo est finalement sorti sur PC deux ans plus tard.
Le 3 mars 2017, le jeu phare The Legend of Zelda: Breath of the Wild accompagna la sortie de la Nintendo Switch.  

### Exemples d'applications phares
- Messagerie électronique ou réseaux sociaux pour Internet
- SMS pour la téléphonie mobile
- VisiCalc pour l'Apple II
- Video Toaster, Deluxe Paint et Shadow of the Beast pour l'Amiga
- C-Lab Creator / Logic Pro, Cubase et Dungeon Master pour l'Atari ST
- WordPerfect, Lotus 1-2-3, Novell Netware, Microsoft Office et Doom pour l'IBM PC
- Adobe PageMaker et Adobe Photoshop pour Macintosh
- Lotus Improv pour NeXT
- Wii Fit, Mario Kart Wii, Wii Sports pour la Nintendo Wii
- Super Mario 64, The Legend of Zelda: Ocarina of Time pour la Nintendo 64
- Final Fantasy VII pour la Playstation
- Tetris puis Pokémon pour la Nintendo Game Boy
- Sonic the Hedgehog pour la Sega Megadrive